# 史密斯維爾 (阿肯色州)
史密斯維爾（英語：Smithville）是一個位於美國阿肯色州勞倫斯縣的城鎮。

## 地理
史密斯維爾的座標為36°04′48″N 91°18′14″W / 36.08000°N 91.30389°W，而該地的平均海拔高度為107米（即351英尺）。

## 人口
根據2020年美國人口普查的數據，史密斯維爾的面積為1.73平方千米，皆為陸地。當地共有人口87人，而人口密度為每平方千米50人。